# Stratinska
Stratinska je naselje v mestu Banjaluka, Bosna in Hercegovina. 

## Deli naselja
Đakovići, Jurići, Kekići, Komljenovići, Kondići, Lovrići, Majdančići, Matići, Papići, Pranići, Solari, Stevići, Stratinska, Tomići, Vasići, Vukojevići in Vukovići.

## Prebivalstvo
| Pregled števila prebivalcev po letih | Pregled števila prebivalcev po letih | Pregled števila prebivalcev po letih | Pregled števila prebivalcev po letih | Pregled števila prebivalcev po letih | Pregled števila prebivalcev po letih |
| ------------------------------------ | ------------------------------------ | ------------------------------------ | ------------------------------------ | ------------------------------------ | ------------------------------------ |
| 1948                                 | 1953                                 | 1961                                 | 1971                                 | 1981                                 | 1991                                 |
| -                                    | -                                    | 1.326                                | 1.264                                | 1.034                                | 730                                  |

| Narodna sestava prebivalstva po letih                                                                                           | Narodna sestava prebivalstva po letih                                                                                             | Narodna sestava prebivalstva po letih                                                                                         |
| --- | --- | --- |
| 1971 | 1981 | 1991 |
| . skupaj: 1.264 Hrvati 649 (51,34 %) Srbi 611 (48,33 %) Muslimani 0 (0,00 %) Jugoslovani 0 (0,00 %) drugi in neznano 4 (0,31 %) | . skupaj: 1.034 Srbi 516 (49,90 %) Hrvati 491 (47,48 %) Muslimani 0 (0,00 %) Jugoslovani 15 (1,45 %) drugi in neznano 12 (1,16 %) | . skupaj: 730 Hrvati 412 (56,43 %) Srbi 311 (42,60 %) Muslimani 0 (0,00 %) Jugoslovani 5 (0,68 %) drugi in neznano 2 (0,27 %) |